# Triepeolus totonacus
Triepeolus totonacus är en biart som först beskrevs av Cresson 1878.  Triepeolus totonacus ingår i släktet Triepeolus och familjen långtungebin. Inga underarter finns listade i Catalogue of Life.